# Monte Belukha
O monte Belucka ou Belukha (em russo:  Белуха; altai: Muztau), que atinge os 4506 m de altitude e 3343 m de proeminência topográfica. Fica nas montanhas Altai no sul da Rússia, na fronteira com o Cazaquistão.
Há vários glaciares na montanha. Dos dois picos, o oriental (4506 m, 14784 ft.) é mais alto que o ocidental (4440 m, 14567 ft.).
O monte Belukha foi escalado pela primeira vez em 1914 pelos irmãos Tronov. Faz parte do sítio classificado como Património Mundial denominado Montanhas Douradas de Altai.